# Alcuronio
El cloruro de alcuronio es un medicamento relajante muscular derivado de la toxiferina que se emplea en anestesia previamente a la cirugía. Su mecanismo de acción consiste en interrumpir la transmisión del impulso nervioso por competir con la acetilcolina en el receptor postsináptico, su acción farmacológica es revertida por la neostigmina. Se emplea por vía intravenosa, provocando relajación muscular completa entre 2 y 4 minutos después de su administración. Mientras se emplea, el paciente debe ser vigilado estrechamente, puede provocar diversos efectos secundarios, entre ellos hipotensión, broncospasmo, hipertensión y arritmia.